# Adam Jones
Adam Thomas Jones, född den 15 januari 1965, är mest känd som gitarrist för rockbandet Tool.
Han sysslar med stop motion-animering och har skulpterat diverse saker i filmer som Jurassic Park. Adam har även regisserat och skapat de flesta av Tools musikvideor.

## Diskografi (urval)
Med Tool
- Opiate (EP) (1992)
- Undertow (1993)
- Ænima (1996)
- Salival (livealbum/samlingsalbum/video-album) (2000)
- Lateralus (2001)
- 10,000 Days (2006)
- Fear Inoculum (2019)

Som gästmusiker
- Lustmord / Melvins – Pigs of the Roman Empire (2004)
- Jello Biafra / Melvins – Never Breathe What You Can't See (2004)
- Jello Biafra – Sieg Howdy (2005)